# Заксендорф (Барби)
Заксендорф (нем. Sachsendorf) — деревня в Германии, в земле Саксония-Анхальт. Входит в состав города Барби района Зальцланд.
Население составляет 313 человек (на 31 декабря 2006 года). Занимает площадь 9,67 км².
Впервые упоминается в 1100 году.
До 31 декабря 2009 имела статус общины (коммуны). 1 января 2010 года вместе с рядом других населённых пунктов вошла в состав города Барби.